# Chiesa di Santa Caterina in Porto
La chiesa di Santa Caterina in Porto, detta anche Santa Caterinella, è un edificio religioso di Vicenza, situato in Borgo Berga poco oltre il n. civico 158, ricostruito in stile rinascimentale nel 1677 sul luogo in cui sorgeva una precedente chiesa del 1423.

## Storia

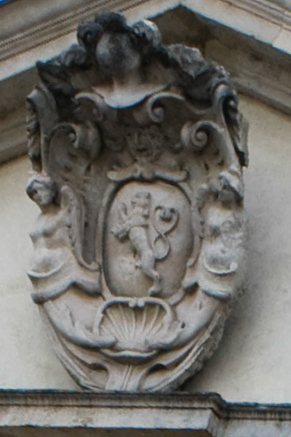
Stemma di Giovanni Maria Bertolo, al centro del timpano in facciata, con il leone rampante a due code, ovvero i due rami del diritto civile e canonico in cui era laureato.

Dove sorge la chiesa, durante il Medioevo - forse già dal 1309 - esisteva una cappella annessa a un ospizio per pellegrini e per poveri, gestito dalla fraglia di Santa Caterina di Borgo Berga appena fuori città (Fratalia S. Caterinae de Burgo Berice extra civitatem). Si trovava infatti in un punto strategico non lontano dalle mura della città e dalla porta di Berga, lungo l'antica strada della Riviera Berica e sulla sponda del fiume Bacchiglione, via d'acqua a quel tempo e per alcuni secoli ancora più importante della strada; il nome "in Porto" - con cui è nota per distinguerla dalla più ampia chiesa conventuale dedicata alla stessa santa - deriva quindi dal fatto dell'essere situata a poca distanza dall'attracco delle barche che risalivano il fiume.
Nel XV secolo, dopo la sottomissione di Vicenza alla Repubblica di Venezia, che fece ampliare la cinta difensiva cittadina con un ulteriore tratto di mura, non viene più nominato l'ospizio e la chiesa che, probabilmente ricostruita nel 1423 - data incisa sul portale d'ingresso - assolveva a funzioni di cura d'anime per la parte del borgo che si era esteso oltre alla Porta di Monte.
Nel 1677 il giurista vicentino Giovanni Maria Bertolo, che si era costruito sulle pendici di Monte Berico, poco sopra la chiesa, la residenza di campagna in seguito chiamata Villa Valmarana "Ai Nani", finanziò la completa ristrutturazione e l'ampliamento della chiesa, avvalendosi molto probabilmente dell'amico architetto Antonio Pizzocaro, di cui si era servito nello stesso periodo per il rifacimento di altri edifici religiosi del borgo, come la chiesa del monastero benedettino di Santa Caterina.
Nel 1845 la chiesa venne acquistata dal conte Gaetano Valmarana che la fece restaurare; poiché contemporaneamente fu sopraelevata la strada antistante, il pavimento della chiesa venne rifatto con mattoni e andarono perduti i sigilli tombali preesistenti.

## Descrizione

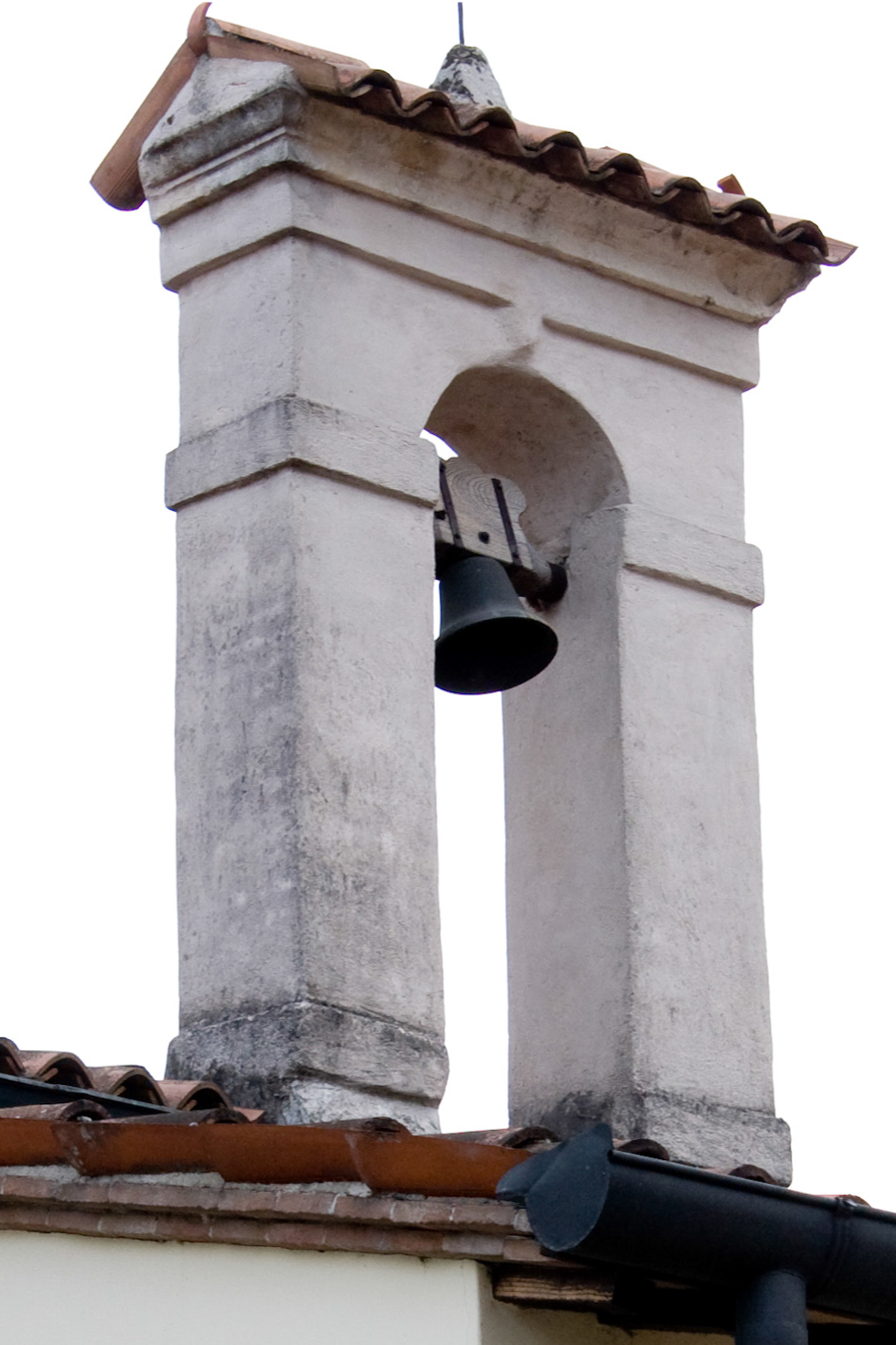
Campaniletto a vela

L'esterno si presenta semplice ma armonico nella costruzione, con i caratteri tipici dell'architettura religiosa vicentina del Seicento, di impostazione palladiana ma più severa e parsimoniosa di elementi plastici.
Sul timpano della facciata è posto lo stemma gentilizio di Bertolo, con il leone rampante a due code, ovvero i due rami del diritto civile e canonico in cui era laureato. Si ipotizza che le tre statue in pietra tenera al di sopra del frontone siano della scuola di Orazio Marinali.
All'interno a navata unica, il soffitto a capriate ricorda l'origine quattrocentesca. Resta un solo altare, una struttura in legno dipinta a finto marmo. Nella nicchia centrale sopra le porte che immettono al coro, una scultura dipinta della Madonna in trono con bambino, in pietra tenera.